# إدي ثيوبالد
إدي ثيوبالد (بالإنجليزية: Eddie Theobald)‏ هو لاعب كرة قدم مالطي، ولد في 28 سبتمبر 1940 في باولا في مالطا، وتوفي في 26 مارس 2010. شارك مع منتخب مالطا لكرة القدم. أما مع النوادي، فقد لعب مع نادي هيبرنيانز.

## وصلات خارجية
- إدي ثيوبالد على موقع الاتحاد الأوربي (الإنجليزية)
- إدي ثيوبالد على موقع قاعدة بيانات كرة القدم.إي يو (الإنجليزية)
- إدي ثيوبالد على موقع ناشيونال فوتبول تيمز (الإنجليزية)
- إدي ثيوبالد على موقع Soccerway.com (الإنجليزية)
- إدي ثيوبالد على موقع عالم كرة القدم.نت (الإنجليزية)